# Marathon Thành phố New York
Marathon Thành phố New York (tên thương hiệu trong tiếng Anh ING New York City Marathon vì lý do tài trợ) là một giải marathon hàng năm lớn (độ dài đường đua 42,195 km/26.219 mi) với đường chạy đi qua năm quận của Thành phố New York, tiểu bang New York, Hoa Kỳ. Nó là một trong những marathon lớn nhất thế giới, với 45.103 người về địch trong năm 2010. Cùng với Marathon Boston và Marathon Chicago, đây là một trong sự kiện đua dài ưu việt hàng năm ở Hoa Kỳ và là một trong những giải Marathon chuyên nghiệp thế giới.
Cuộc đua được tổ chức bởi New Road Runners York (NYRR) và đã được tiến hành mỗi năm kể từ năm 1970. Trong những năm gần đây, nó đã được tài trợ bởi tập đoàn tài chính ING. Nó được tổ chức vào ngày Chủ Nhật đầu tiên của tháng 10 và thu hút các đối thủ cạnh tranh chuyên nghiệp và nghiệp dư từ khắp nơi trên thế giới. Bởi vì sự phổ biến của cuộc đua, tham gia lựa chọn chủ yếu bởi một hệ thống bốc thăm. Những vận động viên chạy là thành viên của NYRR có thể tham gia bằng cách đáp ứng đủ điều kiện tham gia hoặc thông qua đề cử từ một câu lạc bộ chính thức. Các câu lạc bộ đua dược công nhận chính thức được hai vị trí đảm bảo cho các thành viên không làm cho nó thông qua bốc thăm.